# Ajia Ana
Ajia Ana (gr. Αγία 'Αννα) – wieś w Republice Cypryjskiej, w dystrykcie Larnaka. W 2011 roku liczyła 339 mieszkańców. 